# Terra Indígena Coroa Vermelha

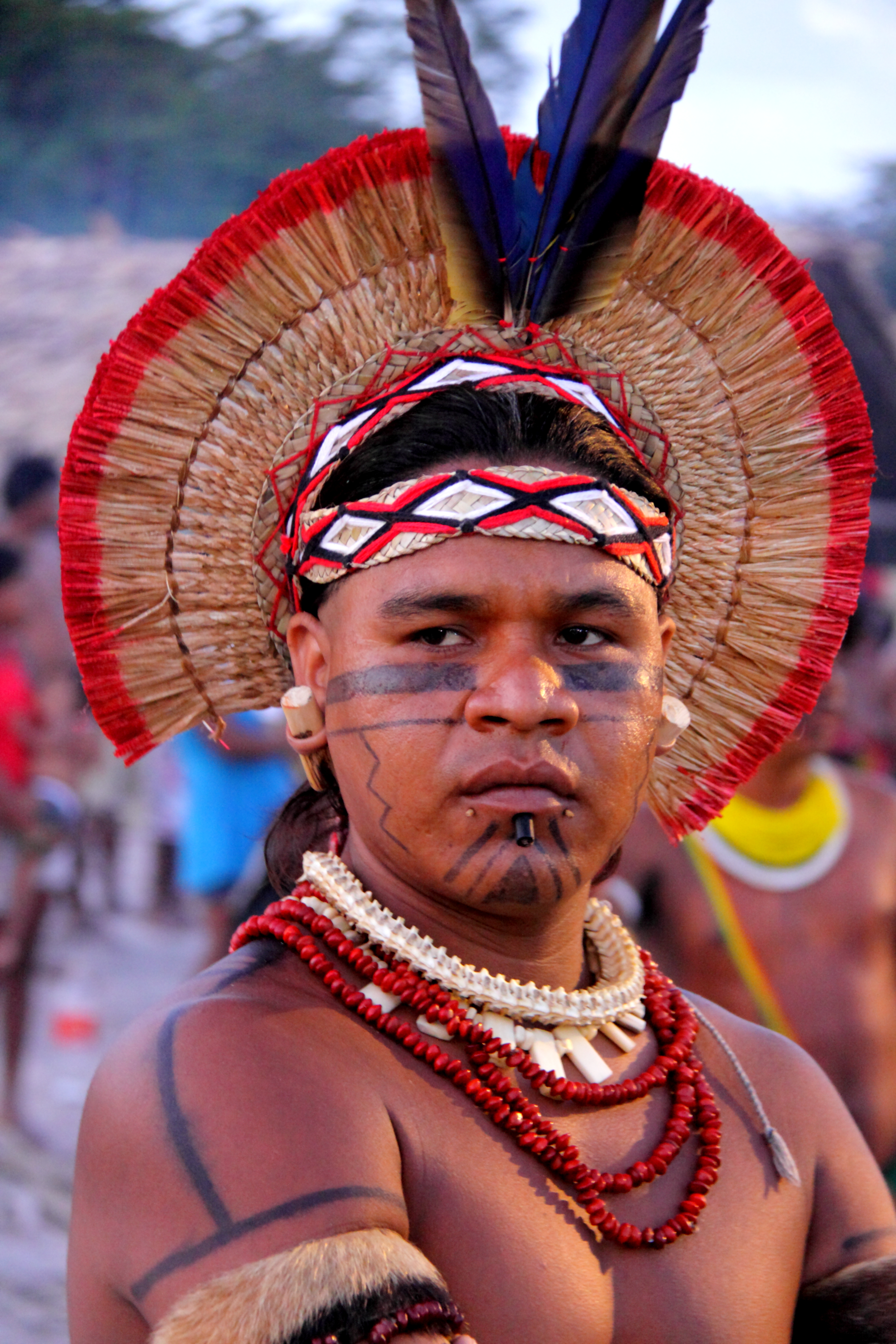
Indígena da etnia pataxó

A Terra Indígena Coroa Vermelha é uma terra indígena localizada ao sul do Estado da Bahia,  Brasil, homologada em 10 de julho de 1998. Compreende uma área de  1.493 ha nos municípios de Santa Cruz de Cabrália e Porto Seguro. Em 1998 a população estimada era  de 1546 pataxós, segundo dados da Associação Nacional de Ação Indigenista (ANAÍ).
A ocupação pataxó em Coroa Vermelha começou no ano de 1972, quando Alberto do Espírito Santo Matos, cognominado cacique Itambé, mudou-se com sua família para o Ilhéu de Coroa Vermelha.